# Persicaria caespitosa
Persicaria caespitosa là một loài thực vật có hoa trong họ Rau răm. Loài này được (Blume) Nakai mô tả khoa học đầu tiên năm 1934.